# Ogg
Ogg é um formato livre de encapsulamento de multimédia ou arquivo recipiente orientado a stream que é muito utilizado na internet através de rádios ao vivo e carregamentos de vídeos em que não precisa ter todo o vídeo baixado para começar a vê-lo. Em outras palavras ele pode ser lido e escrito numa mesma etapa, sem precisar armazenar todo ou grande parte do fluxo de dados antes. Essa característica é um requisito natural para streaming e processamento em pipelines.
Criado e especificado originalmente pela Xiph.org, ele recebeu algumas extensões não-oficiais de Tobias Waldvogel gerando assim o confuso termo OGM. Mais tarde as ideias de Tobias foram aproveitadas pela Xiph.org.
Ele pode encapsular qualquer tipo e número de fluxos de dados diferentes, sem se limitar a áudio ou vídeo. Alguns dos codecs utilizados nessas streams individuais são:
- Áudio
  - compressão com perda de dados
    - CELT - voz e música (2 kbit/s até > 1 Mbit/s)
    - Speex - voz (8-32kbps)
    - Vorbis - música (16-512kbps) - possui a extensão de arquivo .oga, adaptado para o formato Ogg Vorbis (áudio streaming/internet/rádio na internet) possui a extensão do arquivo .ogg.

  - compressão sem perda de dados
    - FLAC - áudio de alta fidelidade
    - Squish - áudio de alta fidelidade
- Texto
  - Kate - legendas, títulos e karaokê
  - Writ - legendas e títulos
- Vídeo
  - OGM - formato de encapsulamento de vídeo em estrutura AVI (codifica geralmente DivX, mas comporta outros com suporte a AVI) com som comprimido em Ogg Vorbis. Pode conter até 2 faixas de áudio e 9 legendas opcionais (só aparece se seleccionado - parecido com funcionamento do DVD e MicroDVD) e capítulos
  - Dirac - Desenvolvido pela BBC
  - Theora - Baseado no formato VP3 que possui a extensão de arquivo .ogv, adaptado para o formato Ogg Theora (vídeo streaming/internet/televisão na internet) possui a extensão do arquivo .ogg.
  - Tarkin - codec experimental

## Origem do nome
Segundo seus criadores, Ogg vem de ogging, jargão do game Netrek, que passou a significar fazer algo sem levar em conta a possibilidade de esgotar os recursos.
O projeto foi iniciado em 1994 e tinha o nome de Squish. Mas, como esse nome já estava registrado por outra empresa, foi rebatizado de OggSquish, nome que subsistiu até 2001, quando foi modificado para Ogg. O projeto Ogg foi considerado inicialmente como muito ambicioso, diante da capacidade dos computadores naquela época.
Ogg passou então a designar o formato de arquivo, que agora é parte do projeto multimídia da Xiph.org.